# Julien Gouyet

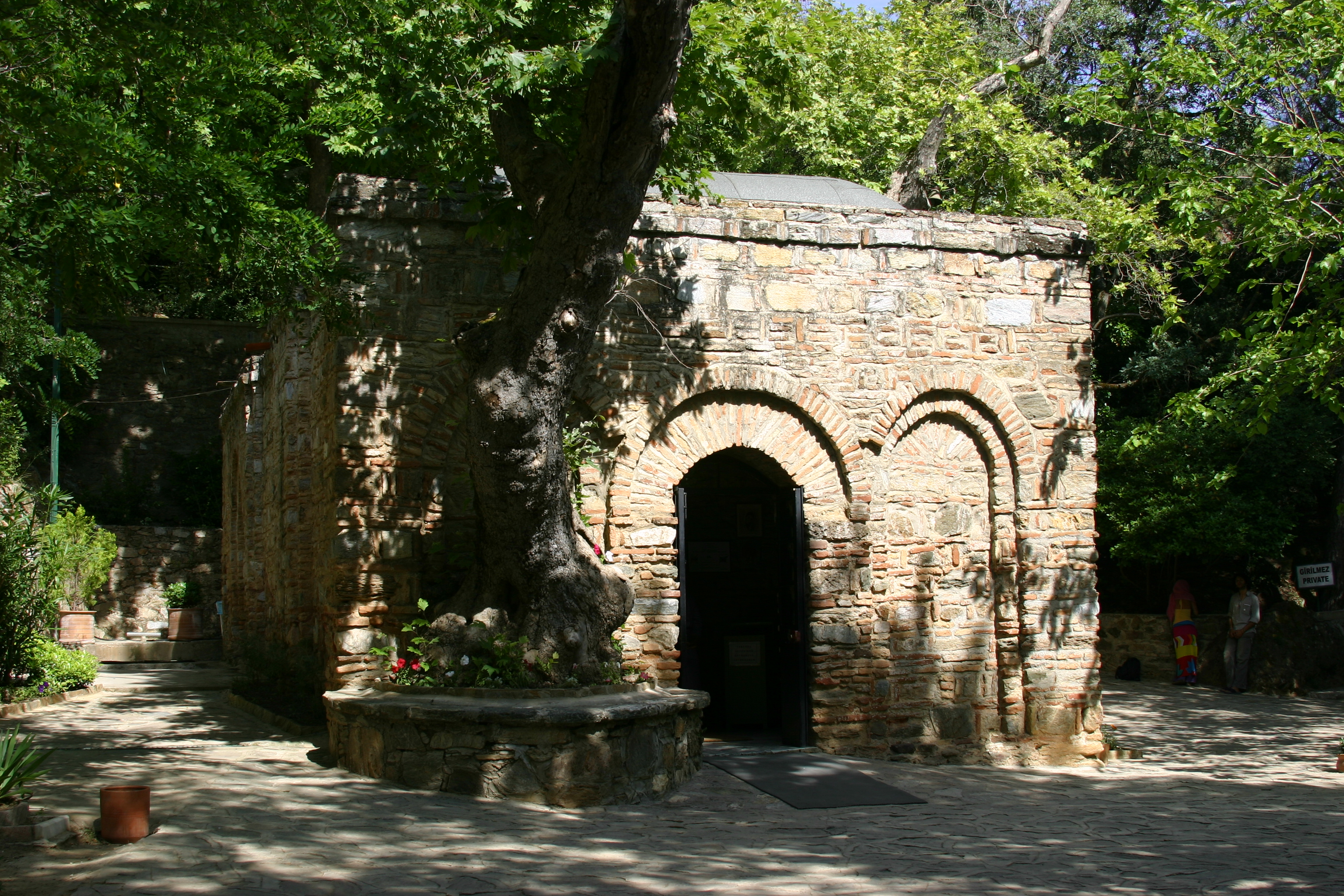
Casa da Virgem Maria

Julien Gouyet era um padre francês, ao qual se atribui o descobrimento da Casa da Virgem Maria. Em 1881, liderado pelas visões de Jesus da bem- aventurada Anne Catherine Emmerich ( Klemens Brentano, 1852), ele descobriu uma casa perto de Éfeso, na Turquia, que se dizia ser a Casa da Virgem Maria. O Papa Leão XIII o visitou em 1896, e em 1951 o Papa Pio XII o declarou um Lugar Santo. O Papa João XXIII fez a declaração permanente, e os papas Paulo VI (1967), João Paulo II (1979) e Bento XVI (2006) visitaram o santuário.